# Аса Філіп Рендольф
Аса Філіп Рендольф (15 квітня 1889, Кресент-Сіті, Флорида, США — 16 травня 1979, Нью-Йорк, США) — американський політик та громадський діяч, правозахисник, учасник робітничого та соціалістичного руху, борець за права чорношкірого населення країни.

## Біографія
Народився в сім'ї методистського пастора і модистки, в 1891 переїхав до Джексонвілл, де закінчив Кукмановський інститут, а в 1911 — в Гарлем (Нью-Йорк), де закінчив вечірнє відділення Сіті-коледжу і в 1912 спільно з Чендлер Оуен заснував агентство з працевлаштування чорношкірого населення Гарлем.
У 1917 заснував (також спільно з Оуеном) лівий журнал The Messenger, для якого писав статті, в яких виступав проти лінчування та участі США у Першій світовій війні, а також закликав уряд залучати до роботи у військовій промисловості більшу кількість негрів. Був членом Соціалістичної партії Америки, від якої невдало балотувався до Конгресу.
Після закінчення Першої світової війни викладав гуманітарні науки у Рендській школі.
У 1917 організував профспілку ліфтерів у Нью-Йорку, а після цього — профспілку афроамериканських портових робітників у Вірджинії.
У 1925 заснував Братство спальних вагонів, яке деким називається першою успішною профспілкою чорношкірих працівників і яке було, незважаючи на численні проблеми, прийнято до складу Американської федерації праці, хоча в 1938 Рендольф розірвав з нею всілякі відносини через расову дискримінацію.
Вже під час Другої світової війни він розпочав активні кампанії громадянської непокори, спрямовані проти різних форм сегрегації та дискримінації негрів (зокрема, поряд з Байардом Растіном очолював так званий Марш на Вашингтон у 1941, який спонукав президента Франкліна Д. Рузвельта видати наказ 8802), особливо посиливши цю діяльність після закінчення війни, коли до влади прийшов Трумен.
В 1955 став віце-президентом об'єднаної профспілкової організації АФТ-КПП, що виникла після угоди Американської федерації праці та Конгресу виробничих профспілок США.
У 1963 організував новий «Марш на Вашингтон за робочі місця та свободу», на якому Мартін Лютер Кінг виголосив промову, яка отримала назву «У мене є мрія». Продовжував брати активну участь у протестному русі і очолювати Братство спальних вагонів до 1968, коли за станом здоров'я прийняв рішення піти з політики.